# Bośnia i Hercegowina na Zimowych Igrzyskach Paraolimpijskich 2014
Bośnia i Hercegowina na Zimowych Igrzyskach Paraolimpijskich 2014 w Vancouver była reprezentowana przez dwoje zawodników, którzy nie zdobyli żadnego medalu. Był to drugi start tego państwa na zimowych igrzyskach paraolimpijskich (po występie w 2010 roku). 

## Wyniki

### Narciarstwo alpejskie
Mężczyźni
| Zawodnik       | Kategoria                | Wynik | Pozycja | Źródło |
| -------------- | ------------------------ | ----- | ------- | ------ |
| Senad Turković | slalom na stojąco        | DNF   | DNF     | [ 3 ]  |
| Senad Turković | slalom gigant na stojąco | DNF   | DNF     | [ 4 ]  |

Kobiety
| Zawodnik     | Kategoria                | Wynik | Pozycja | Źródło |
| ------------ | ------------------------ | ----- | ------- | ------ |
| Ilma Kazazić | slalom na stojąco        | DNS   | DNS     | [ 5 ]  |
| Ilma Kazazić | slalom gigant na stojąco | DNF   | DNF     | [ 6 ]  |